# ألستون جي. دايتون
ألستون جي. دايتون هو محامي وقاضي وسياسي أمريكي، ولد في 18 أكتوبر 1857 في فيلبي في الولايات المتحدة، وتوفي في 30 يوليو 1920 في باتل كريك في الولايات المتحدة. نشط حزبياً في الحزب الجمهوري. وقد انتخب عضو مجلس النواب الأمريكي ‏.